# Parlamentarischer Abend
Ein parlamentarischer Abend ist eine von Interessenverbänden ausgerichtete geschlossene Veranstaltung für Abgeordnete von Landtagen und des Deutschen Bundestags und Mitarbeiter der Ministerien.
Veranstalter parlamentarischer Abende sind etwa  Verbände der Industrie, Sozialverbände, Gewerkschaften, Umweltverbände, Unternehmen und Hochschulen. Ziel ist der Informationsaustausch zwischen Politik, Verwaltung und Interessenverband. Eingeladen werden Parlamentsmitglieder sowohl als Redner als auch als Gäste. Diskutiert werden strategische und aktuelle Fragen im Spannungsfeld von Politik, Wirtschaft und Gesellschaft ebenso wie spezielle Themen aus einzelnen gesellschaftlichen Bereichen. Langfristiges Ziel dieser Veranstaltungen ist es, Abgeordnete und Mitarbeiter der Ministerien für politische und öffentliche Projekte zu gewinnen, Kontakte zwischen Abgeordneten und Institutionen herzustellen und den Kenntnisstand der Beteiligten zu verbessern.
Gleiche Zielsetzungen haben parlamentarische Frühstücke.

## Kritik
Thomas de Maizière kritisiert in seinem Buch die Parlamentarischen Abende. Die Reden seien meist mittelmäßig und es wären „immer dieselben Menschen: Abgeordnetenkollegen, Firmenvertreter, Journalisten, Pensionäre, die früher eine wichtige Funktion hatten“, vor Ort. Die Inhalte hätten selten Neuheitswert.